# Coppa Italia 2007-2008 (calcio a 5)
La 23ª edizione della Coppa Italia di calcio a 5, denominata Final Eight UMBRO CUP per ragioni di sponsorizzazione, si è svolta tra l'8 ed l'11 febbraio 2008 presso il Palazzetto dello Sport "Rosario Livatino" sito a Cannizzaro di Aci Castello. Alla manifestazione sono qualificate di diritto le società giunte nelle prime otto posizioni al termine del girone di andata del campionato di Serie A.

## Tabellone
|  | Quarti di finale | Quarti di finale | Quarti di finale |         |       | Semifinali       | Semifinali | Semifinali |  |  | Finale | Finale    | Finale |
|  |                  |                  |                  |         |       |                  |            |            |  |  |        |           |        |
|  | 1                | Montesilvano     | 1                |         |       |                  |            |            |  |  |        |           |        |
|  | 8                | Pescara          | 3                |         |       |                  |            |            |  |  |        |           |        |
|  | 8                | Pescara          | 3                |         |       | Pescara          | 1          |            |  |  |        |           |        |
|  |                  |                  |                  |         |       | Pescara          | 1          |            |  |  |        |           |        |
|  |                  |                  | Luparense        | 6       |       |                  |            |            |  |  |        |           |        |
|  | 4                | Luparense        | Luparense        | 6       | 3     |                  |            |            |  |  |        |           |        |
|  | 4                | Luparense        |                  |         | 3     |                  |            |            |  |  |        |           |        |
|  | 5                | Bisceglie        | 1                |         |       |                  |            |            |  |  |        |           |        |
|  |                  |                  |                  |         |       |                  |            |            |  |  |        | Luparense | 2      |
|  |                  |                  |                  | Augusta | 1     |                  |            |            |  |  |        |           |        |
|  | 3                | Lazio Colleferro | 2                |         |       |                  |            |            |  |  |        |           |        |
|  | 6                | Arzignano        | 1                |         |       |                  |            |            |  |  |        |           |        |
|  | 6                | Arzignano        | 1                |         |       | Lazio Colleferro | 3          |            |  |  |        |           |        |
|  |                  |                  |                  |         |       | Lazio Colleferro | 3          |            |  |  |        |           |        |
|  |                  |                  | Augusta          | 4       |       |                  |            |            |  |  |        |           |        |
|  | 2                | Marca Trevigiana | Augusta          | 4       | 2 (5) |                  |            |            |  |  |        |           |        |
|  | 2                | Marca Trevigiana |                  |         | 2 (5) |                  |            |            |  |  |        |           |        |
|  | 7                | Augusta          | 2 (6)            |         |       |                  |            |            |  |  |        |           |        |

## Quarti di finale
| Arbitri: | Luca Giacomin (Mestre) Luca Rainato (Padova) |

|                |           |                                                |
| Júnior 15'35’’ | Marcatori | 16’ Velázquez 47'30’’ Manzali 48'30’’ E. Ayala |

| Arbitri: | Mario Iacuzio (Nocera Inferiore) Angelo Grimaldi (Vibo Valentia) |

|                                         |           |                |
| Grana 0'50’’ Jubanski 14'30’’ Grana 38’ | Marcatori | 30’ Campagnaro |

| Arbitri: | Angelo De Cristofaro (Prato) Mario Baglivo (Pisa) |

|                                     |           |               |
| Ippoliti 11'30’’ Battistoni 25'30’’ | Marcatori | 0'30’’ Furlam |

| Arbitri: | Salvatore Vittorio (Sulmona) Andrea Castelli (San Benedetto) |

|                                       |                      |                               |
| Gulizia 15'30’’ Bellomo 42'40’’       | Marcatori            | 30’ Neri 45'35’’ Kaká         |
| Bellomo Sartori Duarte Adelmo Danieli | Tiri di rigore 3 – 4 | Kaká Neri Luft Belém Cavinato |

## Semifinali
| Arbitri: | Francesco Massini (Roma 1) Aniello Prisco (Frosinone) |

|              |           |                                                                            |
| B. Rossa 35’ | Marcatori | 7'42’’ Nuno 11’ Canal 14'30’’ Jubanski 24’ Grana 31'30’’ Nora 36'15’’ Nuno |

| Arbitri: | Donato Mauro (Battipaglia) Claudio Valle (Mantova) |

|                                                |           |                                        |
| Ippoliti 9'40’’ Cleber 29'30’’ Corsini 39'45’’ | Marcatori | 8'30’’ Cavinato 26’, 30’ Kaká 37’ Luft |

## Finale
| Arbitri: | Enrico Carpani (Ascoli) Gaetano Trinchese (Nola) |

| |            | |
| Canal 4'30’’ Honorio 39'43’’ | Marcatori  | 39'28’’ Merlim |
| · Alexandre Feller · Fernando Grana · Mauro Canal · Carlos Montovaneli · Jocimar Jubanski · Patrick Nora · Roald Halimi · René Villalba · Humberto Honorio · Vampeta · Rafael Peixoto · Nuno | Formazioni | · Rogério Sant'ana · Valdemir Beregula · Thiago Belém · David Bernardes · Rodolfo Fortino · Christian Luft · Alexandre Dall'Onder · Alex Merlim · Gustavo Neri · Rafael Tosta · Diego Cavinato · Kaká |
| Jesús Velasco | Allenatori | Milton Vaz |

## Classifica marcatori
| Gol |  |  | Giocatore          | Squadra          |
| --- |  |  | ------------------ | ---------------- |
| 3   |  |  | Fernando Grana     | Luparense        |
| 3   |  |  | Kaká               | Augusta          |
| 2   |  |  | Mauro Canal        | Luparense        |
| 2   |  |  | Luca Ippoliti      | Lazio Colleferro |
| 2   |  |  | Jocimar Jubanski   | Luparense        |
| 1   |  |  | Enmanuel Ayala     | Pescara          |
| 1   |  |  | Gerardo Battistoni | Lazio Colleferro |
| 1   |  |  | Erick Bellomo      | Marca Trevigiana |
| 1   |  |  | Rodrigo Campagnaro | Bisceglie        |
| 1   |  |  | Diego Cavinato     | Augusta          |
| 1   |  |  | Carlo Cleber       | Lazio Colleferro |
| 1   |  |  | Douglas Corsini    | Lazio Colleferro |

| Gol |  |  | Giocatore        | Squadra          |
| --- |  |  | ---------------- | ---------------- |
| 1   |  |  | Felipe Furlam    | Arzignano        |
| 1   |  |  | Nicolás Gulizia  | Marca Trevigiana |
| 1   |  |  | Humberto Honorio | Luparense        |
| 1   |  |  | Júnior           | Montesilvano     |
| 1   |  |  | Christian Luft   | Augusta          |
| 1   |  |  | Denilson Manzali | Pescara          |
| 1   |  |  | Gustavo Neri     | Augusta          |
| 1   |  |  | Patrick Nora     | Luparense        |
| 1   |  |  | Nuno             | Luparense        |
| 1   |  |  | Bruno Rossa      | Pescara          |
| 1   |  |  | Óscar Velázquez  | Pescara          |